# غادة مردم بيك
غادة مردم بيك، مخرجة سورية (1941 - 3 آب 2017) ولدت في بيروت لأسرة دمشقية عريقة من أمّ لبنانيّة، وتوفيت في دمشق بعد تاريخ مهني حافل، وتركت بصمة كبيرة في التلفزيون السوري، قدمت برامج عديدة منها: صبيان وبنات، أسود وأبيض، نادي الأطفال، سؤال عالماشي، وتعتبر أول مخرجة سورية اشتغلت بالتلفزيون السوري.
عاشت في دمشق، ودرست الابتدائيّة بسنواتها الثلاث الأولى في مدرسة دوحة الأدب، ثم تابعت حتى نهاية المرحلة الثّانويّة في مدرسة الفرنسيسكان، ثم سجلت في كلية الحقوق، وتزوجت من المحامي غازي بن سعيد بك الغزي.

## البداية
دخلت مسابقة المخرجين في التلفزيون السوري عام 1960 ونجحت فيها، وبدأت رحلتها المهنية قبل بداية التلفزيون السوري بيوم واحد كمساعدة مخرج في نشرة الأخبار، وكانت الأصغر سناً وعن لحظة الانطلاق تقول في حوار مع جريدة الوطن: «كنا في غرفة المراقبة وعندما قالوا هنا… تلفزيون “دمشق” كانت لحظة رهيبة لا يمكنني وصفها وحتى الآن كلما أذكرها يقشعر بدني.»
تدربت على يد الراحل «عادل خياطة» الذي وصفته بصاحب أجمل صوت سمعته، وهو واحد من مخرجي نشرة الأخبار في ذلك الحين.

## مسيرتها
تدرجت في العمل من إعداد البرامج إلى مساعدة مخرج في نشرات الأخبار ثم الإخراج الذي وجهها إليه الدكتور صباح قباني مؤسس ومدير التلفزيون، ومن استوديوهات التلفزيون الأولى التي كانت على قمة جبل قاسيون لمدة عام ونصف العام، وفي عيد الفصح، وبتوجيه من الدّكتور «صباح» كان عليّها عمل برنامج خاص عن المناسبة، فكان برنامجها الأول، وتابعت بعدها ببرامج كثيرة منها للأطفال مع المذيعة هيام الطّباع وأخرجت أول برامجها الثابتة (نادي الأطفال).
كان عمرها 19 عاماً، حين عملت “غادة مردم بيك” في برنامج “البيت السعيد” اليومي على التلفزيون السوري عام 1960.
“لغتها عربية أصيلة وتجيد معها الفرنسية إنها تعمل مساعدة للبرامج وهي مسؤولة عن إعداد البرنامج اليومي وتوقيت فقراته وإدخال التعديلات الطارئة عليه، وهي تقبل على عملها بحماس يدفعها في كثير من الأحيان إلى معاونة زميلاتها وزملائها في أي عمل يسند إليها وفي “البيت السعيد” تقوم بتقديم بعض ألوان الطعام وبعض المنتجات التي يمكن لربة البيت صنعها وهي سعيدة بالدور الذي تقوم به لأنها تؤمن بأن العمل التلفزيوني يكمل بعضه بعضاً.”
هكذا عرفت المجلات المصرية بـ غادة مردم بك في الأسابيع الأولى من انطلاق التلفزيون السوري، فقد كان برنامج “البيت السعيد” وهو من إعداد وتقديم نادية الغزي محبوباً لدى الجمهور في مصر ويذاع في اليوم التالي من إذاعته في سوريا.
أُوفدت غادة من قبل الحكومة السورية إلى ميونيخ بألمانيا في العام 1961 للالتحاق بدورة إخراج لمدة شهر تعرفت خلالها إلى الاستوديوهات، وطريقة العمل، وعند عودتها عملت في البرامج المنوعة والسهرات المباشرة على الهواء.
وتعد برامج المسابقات من أبرز محطات عملها الإخراجية، كما أخرجت العديد من البرامج المميزة منها «فكر واربح» و«سؤال ع الماشي»، وكان آخر البرامج التلفزيونية التي قامت بإخراجها برنامج «صبيان وبنات» للأطفال الذي نال جائزتي الإعداد والجائزة الفضية في مهرجان القاهرة كبرنامج متكامل.

## بعيداً عن الإخراج
عملت في الإذاعة في مجال الترجمة من الإنكليزية والفرنسية إلى العربية. كما ترجمت العديد من القصص لمجلة أسامة للأطفال وشاركت أحياناً في إعداد بعض البرامج التي كانت تخرجها وكبرامج المسابقات ومجلة التلفزيون.
في عام 2010 ومع الاحتفال بمرور 50 عاماً على افتتاح «التّلفزيون العربي السّوري»، استحقت المخرجة «غادة مردم بيك» درعاً تكريمياً لكونها أول مخرجة بين السّيدات.